# 富永直勝
富永 直勝（とみなが なおかつ）は、戦国時代の武将。後北条氏の家臣。主君・北条氏康から偏諱を受けて康景（やすかげ）と名乗ったともされる。また、『小田原衆所領役帳』にある富永弥四郎と同一人物と考えられているが、詳細は不明。

## 略歴
永正6年（1509年）に誕生。
富永氏伝来の土地である伊豆国西土肥に加え相模国西郡飯田など1383貫を知行した。また、後北条氏の北条五色備の青備えを率いており、五色備えを率いる立場である五家老に列せられていたとされる。『小田原衆所領役帳』によれば、江戸衆に列せられており、江戸城代として本丸に寄っていた（父・政直からの引継ぎ）。江戸城には城代が3人おり、二の丸には遠山氏、三の丸には太田氏が入っていた。また、下総国葛西城代にも任命されていたとされる。
弘治2年（1556年）、相模三浦（現神奈川県三浦市）三崎沖で里見氏との海戦に従軍した。永禄6年（1563年）、太田康資が後北条氏を離反し上杉氏に寝返りを画策するが失敗し、翌永禄7年（1564年）、上杉謙信から太田救出の要請を受けた里見氏が出兵、第2次国府台合戦（厳密には第2次国府台の2回目）が発生する。同年1月7日（ただし、国府台合戦は発生時期に諸説あるため、2月ごろとする説もある）、直勝は遠山綱景と共に北条綱成が率いる本隊に先行して江戸川を渡河するが、里見氏の反撃を受けて討死した。一説には太田康資の離反に気づかなかったことに負い目を感じての先行であるともいわれている。
跡は子・政家が継いだ。